# Malá Čierna
Malá Čierna (Hongaars: Kiscserna) is een Slowaakse gemeente in de regio Žilina, en maakt deel uit van het district Žilina.
Malá Čierna telt 348 inwoners.